# オフィス

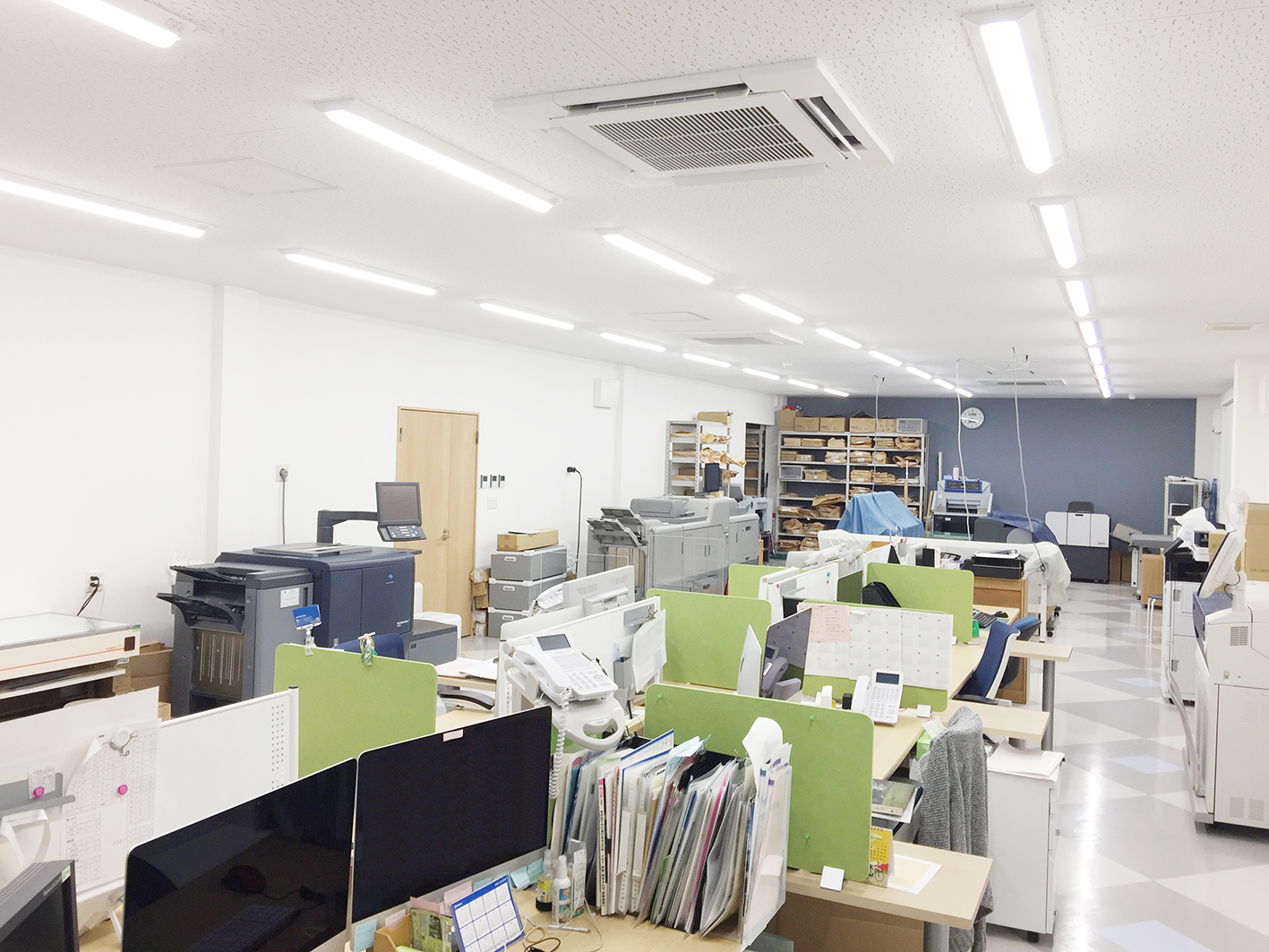
印刷会社のオフィス（日本）

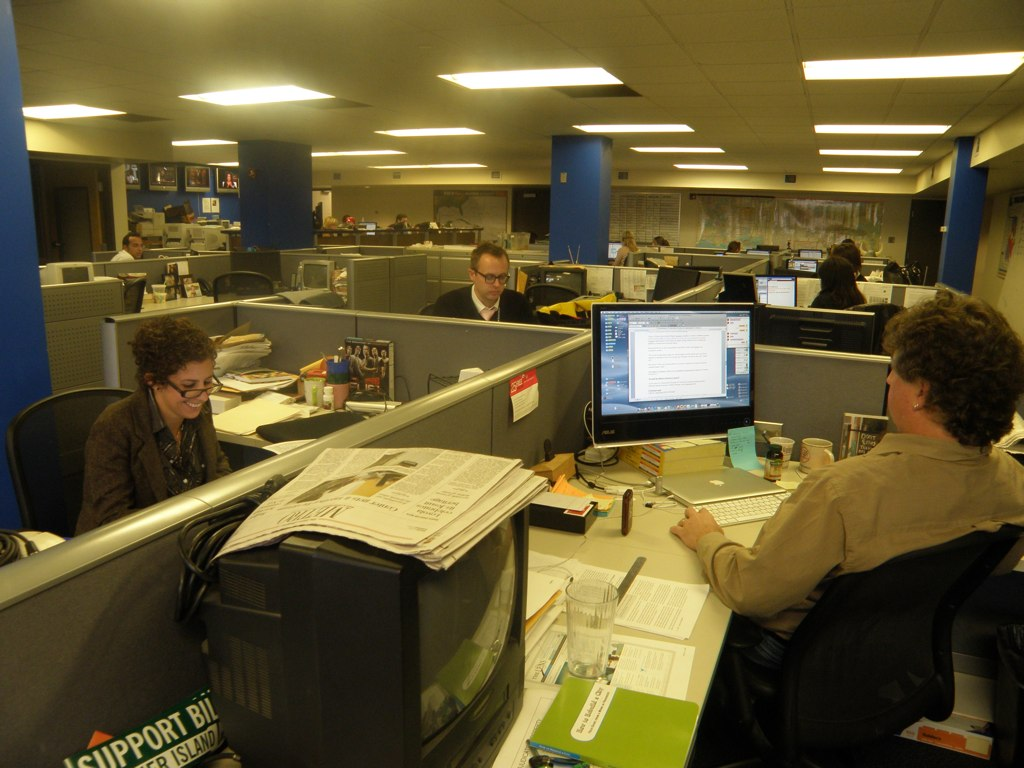
報道機関のオフィス（アメリカ・ニューオーリンズ）

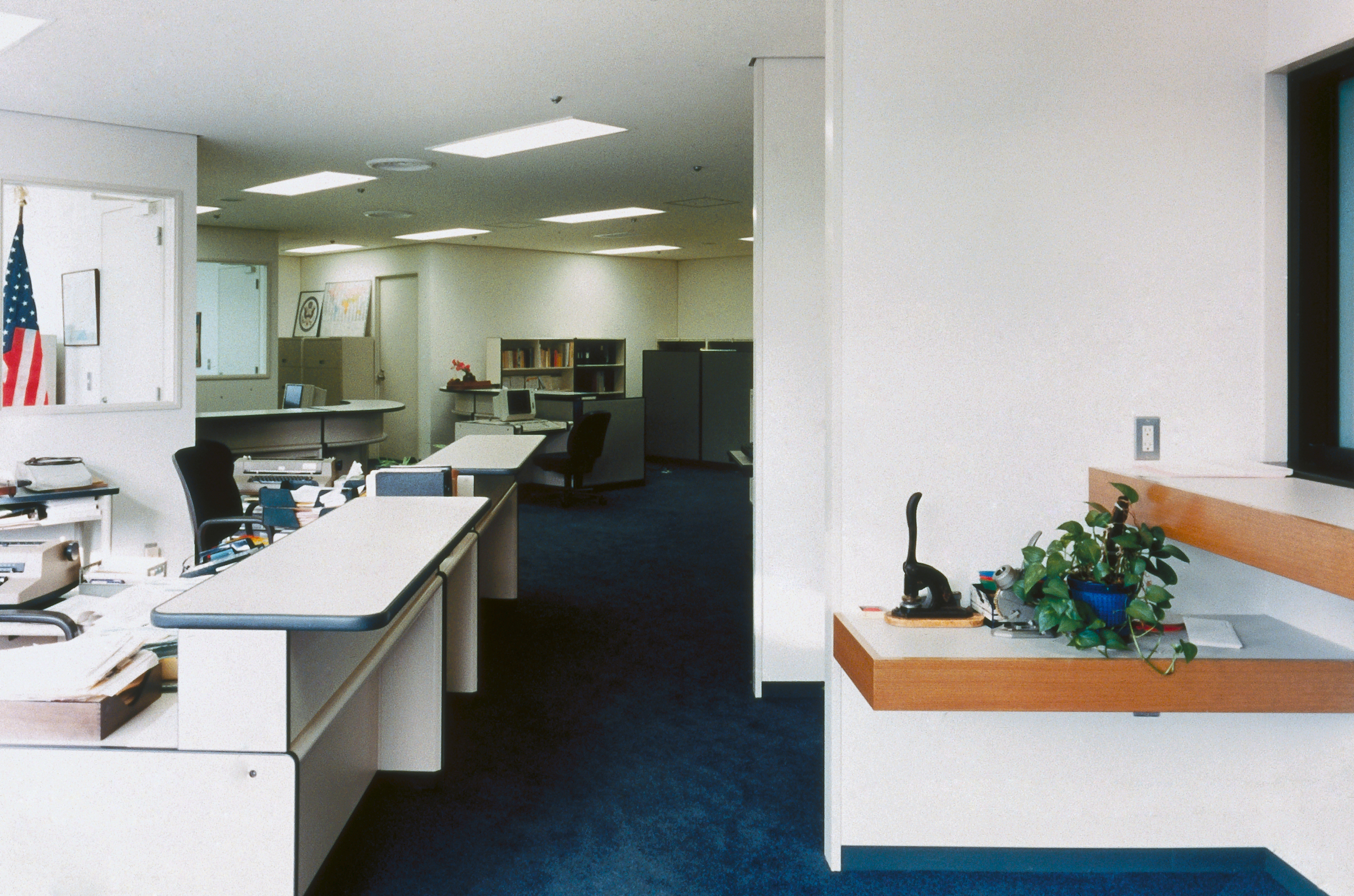
オフィス（駐大阪・神戸米国総領事館）

オフィス (office) とは、事務作業を行う部屋。事務所、事務局、事務室などの事務作業場のこと。また、一般的に業務施設という場合もオフィスを用途とした施設・建物（ビルなど）を指すことが多い。

## 概要
欧米ではオフィス (office) における作業は、組織運営、規則を定める、企画検討、公的執務、役員や弁護士の執務などの作業の意味を持つ場合がある。また一人専用の執務・作業の意味を持つ場合がある。
製造工場や店舗等商業施設などにおいても、その支援のために事務作業を行う場所はオフィスである。オフィスで働くことをオフィスワーク（事務作業）という。オフィスワークを行うことを主目的につくられた建物をオフィスビル、オフィスそのものを設計することをオフィスデザインという。
オフィスには、以上のように場所や空間スペース施設を表す形態的意味とビジネス情報処理を行うといった機能面を表す概念的意味もある。情報通信技術やコンピュータの発展に伴い、情報処理が「いつでも」「どこでも」行えるようになってきたため、コンピュータ上に作り出される概念的オフィスをバーチャルオフィス（virtual office、仮想オフィス）と呼んでいる。
オフィスはコンピュータの発達につれて、知的労働の場としての意味合いが重視されるようになっており、ビジネスの現場ではオフィス環境による知的生産性向上が問われるようになってきている。

## オフィス空間の要素

### 作業空間
作業空間（ワークスペース）の様態は、個々の空間の仕切りの有無や高さ、対面か非対面か、どのような配列か、などによりいくつかに分類される。

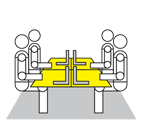
オープンオフィス:大部屋（基本的に間仕切りを設けない）に大人数が机を並べており、遠くまで見通せるもの[1]。
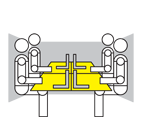
低い仕切りがある、部署ごとのブース
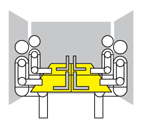
部署ごとの小部屋
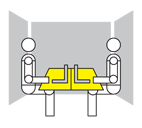
少人数の小部屋
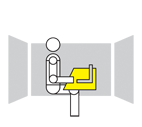
低い仕切りがある、個人のブース
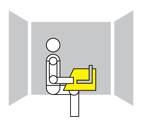
高い仕切りがある、個室型

### その他の要素
- 会議室・ミーティングスペース - 独立した会議室、仕切られた少人数の打ち合わせスペース、気軽に話せるミーティングスペースなど様々な形態がある。
- 文書スペース
- 倉庫
- 印刷スペース
- 休憩室
- 食堂
- ロッカー
- 喫煙室
- Wi-Fi・イーサネット - Wi-Fiとイーサネットの組み合わせは、現在、オフィス環境で見られる最も一般的なアーキテクチャである[2]。

## ガーデンオフィス

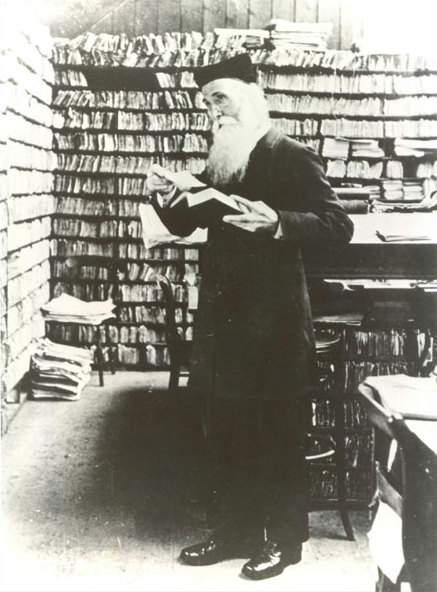
オックスフォード、バンバリー・ロードにある自宅の庭書庫にいるジェームズ・マーレー卿

ガーデンオフィス（garden office）とは、庭にあるオフィス機能のことである。通常、住宅とは別に、リモートワークや在宅ビジネス専用のオフィス空間として利用される。
著名なユーザーにはフィリップ・プルマンなどが著名。
イギリスほかでは、自宅の書斎として使うだけであれば、サイズや構造が庭の物置などと同様であれば、通常、ガーデンオフィス（建物、オフィス小屋）の計画許可申請は不要である。自宅の書斎として使うガーデンオフィスは、勾配屋根の場合、高さが4メートル以下、敷地境界から2メートル以上、庭の面積の半分以上を占めない限り計画許可が不要。ただしこのオフィスでビジネスを行う場合は、そのサイズや庭の中の位置に関係なく、計画許可が必要になる。これは自宅の庭で仕事をすると、近隣住民に迷惑がかかるとの懸念からである。
設置コストは設備に依存するが、イギリスならば5000ポンドから6万ポンドまでの間に収まる。物置などのユニットオフィスを新築・新規設置のほか、既存のものを改築する方法もある。またオーニングやパーゴラスタイルなど屋外空間型のものもある。